# مقاطعة باوهي
مقاطعة باوهي هي إحدى مقاطعات منطقة آنهوي في الصين.